# 神楽ももか
神楽 ももか（かぐら ももか、1999年5月1日 - ）は、日本のAV女優。LIGHT所属。

## 略歴
2023年11月、S1 NO.1 STYLE（エスワン）専属女優としてAVデビュー。週刊プレイボーイ誌上での異名は「Kカップ爆乳と極上くびれのマリアージュ」。「なりたい顔ランキングNo.1」で明日花キララを知り、同じメーカーからのデビューを志した。
2024年4月発売『アサヒ芸能』発表「2024現役AV女優セクシー総選挙」において総合46位（東京圏外、大阪30位）となる。
同年5月20日週FANZA通販フロアランキングにて、『鳥肌一つ逃さない究極鮮明美肉感映像で映し出す 躍動感溢れるKcupくびれ神乳・神楽ももかの究極オナニーアシスト』が初登場9位となる。
同年9月9日に東京・三軒茶屋グレープフルーツムーンで開催されたMilky Pop Generation主催音楽イベント『月で逢いましょう vol.102 ニューカマースペシャル』に海老咲あお、早坂ひめと共に出演。神楽はスキマスイッチの「奏」、あいみょんの「マリーゴールド」、荒井由実の「やさしさに包まれたなら」を歌い、イベントのトリを務めた。
同年11月4日週FANZA通販フロアランキングにて、出演した『S1 PRECIOUS GIRLS 2024 オールスター24名大集合ハーレムアイランドSpecial』が初登場1位にランクイン。11月11日週では同作が1位。DVD版も3位ランクイン。
2025年6月30日週FANZA通販フロアランキングにて、イメージビデオ『四畳半背徳ララバイ。』（FAIR＆WAY）が初登場6位となる。

## 人物
中学2年の頃から胸が急成長し始め、急にブラジャーのサイズが合わなくなったり、周りの視線が気になるようになり、高校のマラソン大会では、走っている時に揺れている胸を見ている男子生徒の視線を感じて恥ずかしかったと当時を振り返っている。また、服を着て普通に日常生活を送っているだけでも異性からエロい目線で見られてしまい、男友達が出来づらかったことも悩みだったとも語っている。
胸の重さを神楽自身が量ったところ、両方で約2kg（片方約1kg）で、神楽が飼っているペットの犬と変わらない重さだった。また、歩いている時に胸が邪魔で足元が見えづらく、階段では転ばないように細心の注意を払って昇り降りするようにしている。
HitomiのAVを見てパイズリを勉強した。パイズリに関しては自ら「極めた」と発言している。
ライターの末吉みちおは、そのテクニックについて「ぐっと乳肉を寄せて、しっかり圧をかける匠の技」、「谷間で発射させた後は、残りを搾り取るようにしごき上げるお掃除パイズリもたまりません」と評価した。

## 作品
◎はBD版発作品。

### アダルトDVD / BD
- 新人NO.1STYLE Kカップとくびれは共存するー。神楽ももかAVデビュー（11月24日、S1 NO.1 STYLE）◎
- 4K機材撮影 驚異のKcupくびれボディを余すことなく堪能する神楽ももか本気（マジ）イキ! 初体験3本番（12月22日、S1 NO.1 STYLE）◎

- 交わる体液、濃密セックス 規格外くびれKカップが激揺れする完全ノーカット3本番スペシャル 神楽ももか（1月30日、S1 NO.1 STYLE）◎
- 激イキ178回! 痙攣4900回! イキ潮3400cc! Kcup×くびれの圧巻アンバランスボディ エロス覚醒 大・痙・攣スペシャル 神楽ももか（2月27日、S1 NO.1 STYLE）◎
- 服を着てても隠せないKカップ爆乳 異次元パイズリ挟射4シチュエーション 神楽ももか（3月26日、S1 NO.1 STYLE）◎
- 出張先でKcupの爆乳女上司とまさかの相部屋 朝まで続く絶倫性交で貪り合った一夜 神楽ももか（4月23日、S1 NO.1 STYLE）
- 温泉旅行で独り占めする 艶やかに汗ばんだKcup爆乳愛人と のぼせるほど高揚する性交 神楽ももか（5月28日、S1 NO.1 STYLE）
- 鳥肌一つ逃さない究極鮮明美肉感映像で映し出す 躍動感溢れるKcupくびれ神乳・神楽ももかの究極オナニーアシスト（6月25日、S1 NO.1 STYLE）◎
- Kcupノーブラお姉さんの乳揺れ×乳首ぽっちW無自覚誘惑 神楽ももか（7月23日、S1 NO.1 STYLE）◎
- 「先生のおっぱいが悪いんだ!」 男子全員を欲情したレ●プ魔にさせた可憐な女教師のデカすぎKカップ問題 神楽ももか（8月27日、S1 NO.1 STYLE）
- 指でなく爆乳で全身エステしてくれる健全店なのに裏オプ率120%! Kcupセラピストの絶対勃起マッサージ 神楽ももか（9月24日、S1 NO.1 STYLE）◎[11]
- 患者のメンタルケアの為に発射無制限 チ●ポ360°包み込む圧倒的Kcupのパイズリ挟射ナース 神楽ももか（10月22日、S1 NO.1 STYLE）◎
- S1 PRECIOUS GIRLS 2024 オールスター24名大集合ハーレムアイランドSpecial（12月10日、S1 NO.1 STYLE）◎ [12][13][14]

- 俺の言うことは何でも聞くKcupネキ（セフレ） 今日も揉んで挟んでブッ掛けて! 神楽ももか（1月28日、S1 NO.1 STYLE）
- エスワン20周年記念 AV業界史に残る最強タッグ作品 世界に誇る一流女優たちが極上ご奉仕してくれる 超S1級 ハーレム風俗フルコース（1月28日、S1 NO.1 STYLE）◎ [15]
- 公然わいせつ級Kカップ秘書を我慢できずにメチャクチャ痴漢してやったら… 彼氏よりも俺のテクの虜に。 神楽ももか（2月25日、S1 NO.1 STYLE）
- 無防備誘惑Kcupアスリートの汗だく肉弾SEX ユニフォーム脱いだらびっくりおっぱい!! 神楽ももか（3月25日、S1 NO.1 STYLE）
- エスワン20周年記念 AV業界史に残る最強タッグ作品 SUPER VVVIP 乱交 PARTY 舐めまくり 挿れまくり イキまくり 非日常で乱れまくる奇跡のドリーム大共演 河北彩伽 金松季歩 本郷愛 田野憂 小日向みゆう 兒玉七海 榊原萌 神楽ももか 五条恋（4月8日、S1 NO.1 STYLE）◎ [16]
- Kカップの禁欲女体と媚薬パニックルーム 性交も自慰行為も我慢した敏感ボディに催淫オイル塗りたくり、おっぱいもお尻も全身がクリ並み性感帯に! 神楽ももか（4月22日、S1 NO.1 STYLE）
- エスワン20周年記念 AV業界史に残る最強タッグ作品 世界トップクラスの美女に囲まれて柔らか艶肌むぎゅむぎゅ超密着! スッキリ連続射精! キス、乳首、股間… 性感帯シンクロ同時責め【主観】あなただけの性処理専門全裸メイド倶楽部（5月27日、S1 NO.1 STYLE）◎ [17]
- 愛する弟を守るため絶倫資産家のデカ乳肉便器となりマゾ堕ちした10日間 神楽ももか（6月24日、S1 NO.1 STYLE）
- エスワン20周年記念 AV業界史に残る最強タッグ作品 1×18。AVメーカーS1所属の新人ADの俺は、最高セクシー女優様たちにこっそりシコられ、ハメられ、エロいことに巻き込まれる、AV職場ラッキーSEX（7月22日、S1 NO.1 STYLE）◎ [18]

### アダルトVR
- VR NO.1 STYLE ＜神楽ももか＞解禁 Kcup史上もっともくびれている驚異のアンバランスボディ（5月19日、S1 NO.1 STYLE）
- 神楽ももかの爆乳に挟まれたい… 規格外のKcupパイズリに我慢できない。チ●ポをトロットロにするおっぱいビッチVR（8月6日、S1 NO.1 STYLE）

- すんごいエロいKcup肉感ボディを手放せない…のぼせるほど体温を高めあう温泉不倫性交 ※既婚者であることは秘密にしています 神楽ももか（4月26日、S1 NO.1 STYLE）

### イメージDVD / BD
- 俺のデカ乳世界最強 神楽ももか（2024年2月13日、FAIR & WAY）◎
- 湯女美人 神楽ももか（2024年8月28日、スパイスビジュアル）
- 四畳半背徳ララバイ。 神楽ももか（2025年8月12日、FAIR & WAY）◎

### デジタル写真集
- 爆乳ヌルヌル沼 みなと羽琉 × 神楽ももか（2024年4月12日、小学館、撮影：浜田一喜）[19]
- メガπ 神楽ももか（2025年3月1 日、a-list photo anthology）
- S1 COLLECTION vol.1（2025年4月22日、a-list photo anthology）※『S1 NO.1 STYLE』専属女優15名によるオムニバス作品。
- S1 COLLECTION vol.2（5月30日、a-list photo anthology）※『S1 NO.1 STYLE』専属女優8名によるオムニバス写真集。
- S1 COLLECTION vol.3（6月30日、S1 NO.1 STYLE）※『S1 NO.1 STYLE』専属女優8名によるオムニバス写真集。

## 出演

### 音楽イベント
- 月で逢いましょう vol.102 ニューカマースペシャル（2024年9月9日、東京・三軒茶屋グレープフルーツムーン）[6]